# Запис крст код цркве (Горњи Катун)
Запис крст код цркве (Горњи Катун) се налази на парцели чији је власник Јовановић Милан.

## Локација
| Општина             | Варварин                                                                    |
| Катастарска општина | Горњи Катун                                                                 |
| Потес               | Виноградски брег                                                            |
| Координате          | 43° 44′ 36″ С; 21° 19′ 27″ И / 43.743200000000002° С; 21.324100000000001° И |
| Надморска висина    | m                                                                           |

## Карактеристике
Дендрометријске вредности утврђене на терену и сателитским снимцима:
| Стабло                     | Крст |
| Висина стабла              | m    |
| Обим дебла                 | m    |
| Пречник крошње             | 0m   |
| Пречник дебла              | m    |
| Висина дебла до прве гране | m    |

## База записа
Запис је у оквиру Викимедија пројекта "Запис - Свето дрво" заведен под редним бројем 0540.